# Edwige Lawson-Wade
Edwige Lawson, po mężu Wade (ur. 14 maja 1979 w Rennes) – francuska koszykarka występująca na pozycji rozgrywającej, reprezentantka kraju, mistrzyni Europy, wicemistrzyni olimpijska.

## Osiągnięcia

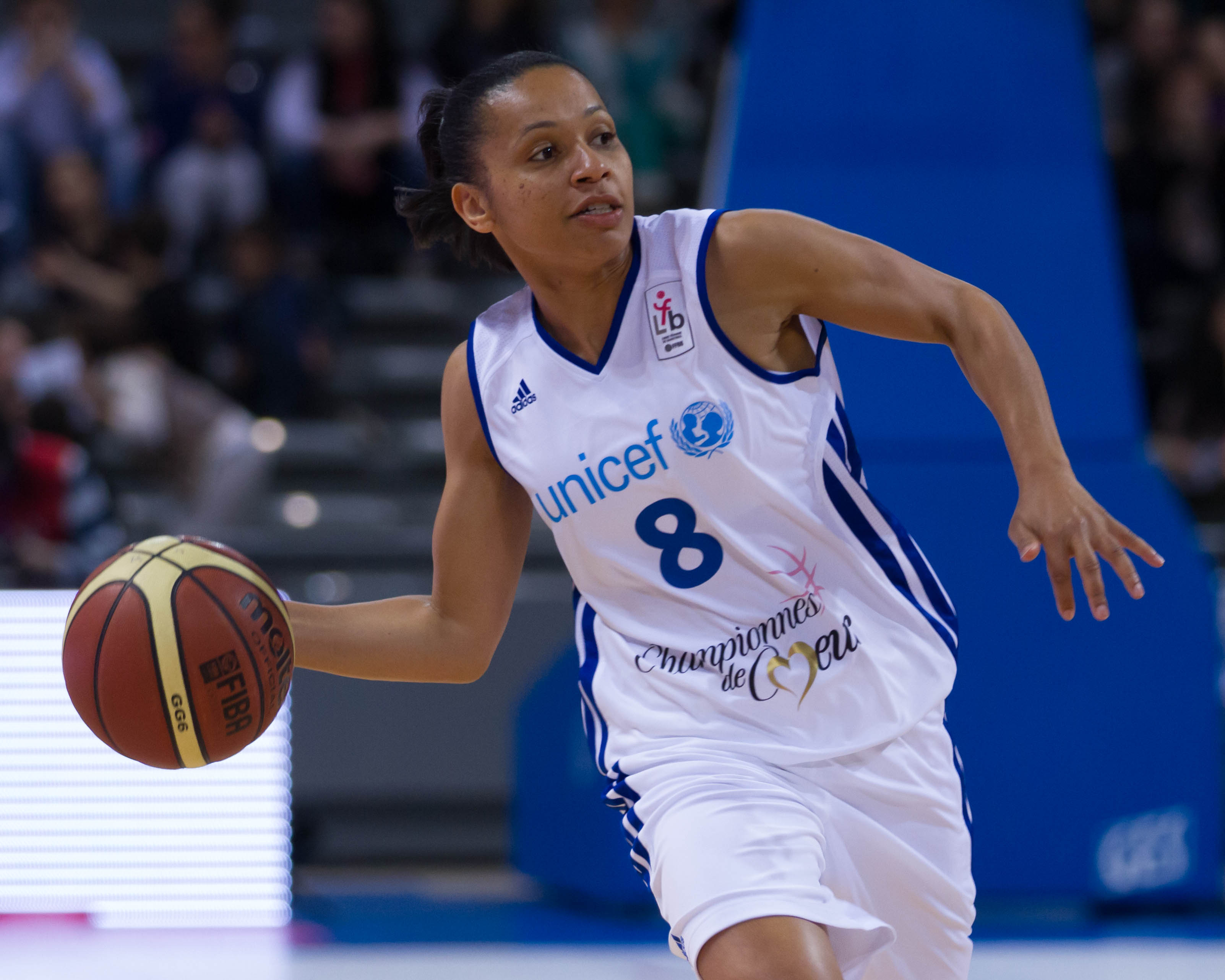
Lawson-Wade w 2014.

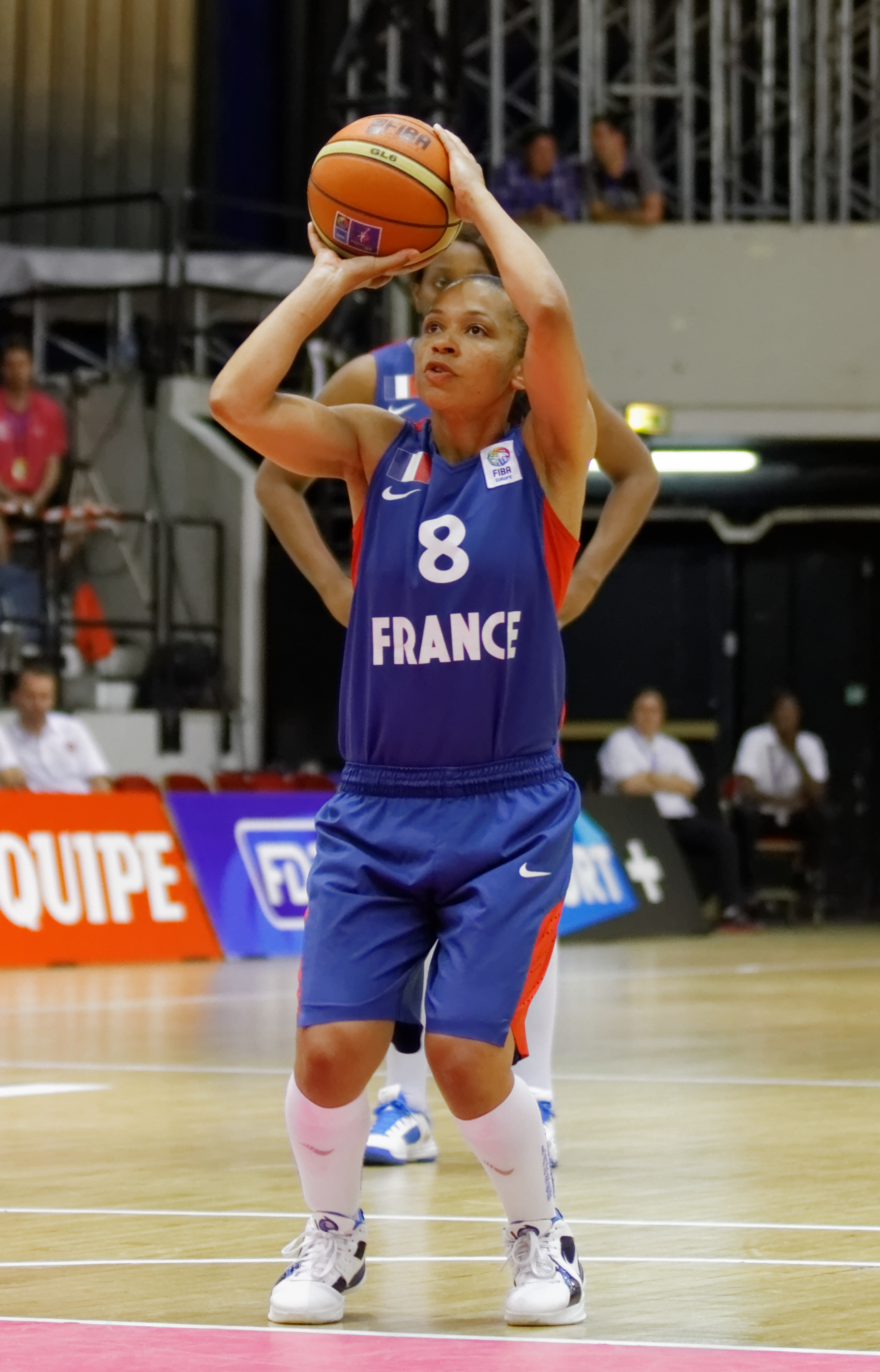
Lawson-Wade oddająca rzut wolny podczas meczu z Kanadą (7.06.2013)

Stan na 8 grudnia 2018, na podstawie, o ile nie zaznaczono inaczej.
WNBA
- Wicemistrzyni WNBA (2008)
- Liderka WNBA w skuteczności rzutów za 3 punkty (2008)[4]

Drużynowe
- Mistrzyni:
  - Światowej Ligi FIBA (2007)
  - Euroligi (2002, 2004, 2005, 2010)
  - Rosji (2005, 2006)
  - Francji (2002–2004)
  - francuskiej ligi N1 (1996)
  - turnieju Nadziei Francji (1994)
- Wicemistrzyni:
  - Euroligi (2003, 2006)
  - Rosji (2007, 2008, 2010)
  - Francji (2012, 2013)[5]
  - Hiszpanii (2011)
- Brąz:
  - Euroligi (2007)
  - mistrzostw Rosji (2009)
- 4. miejsce w Eurolidze (2011)
- Zdobywczyni:
  - pucharu:
    - Francji (2000–2004, 2013)[6]
    - Rosji (2006–2008)
- Zwyciężczyni turnieju Federacji Francji (2002–2004)
- Finalistka
  - pucharu:
    - Francji (2001)
    - Hiszpanii (2011)

  - turnieju Federacji Francji (1999, 2000)

Indywidualne
(* – nagrody przyznane przez portal eurobasket.com)
- MVP:
  - krajowa ligi francuskiej (2012)[7]
  - turnieju Federacji Francji (1999)
  - meczu gwiazd francuskiej ligi LFB (2002)[8]
  - młodzieżowa ligi francuskiej (1997, 1998)[7]
- Najlepsza zawodniczka występująca na pozycji obronnej ligi francuskiej (2012)*[5]
- Zaliczona do*:
  - I składu:
    - ligi francuskiej (2012, 2013)[5][6]
    - krajowych ligi francuskiej (2012, 2013)[5][6]

  - składu honorable mention ligi rosyjskiej (2009)[9]
- Rycerz Orderu Zasługi (2012)
- Kryształowa Kula FFBB w (2013)
- Uczestniczka meczu gwiazd LFB (1999–2003)[8]

Reprezentacja
- Mistrzyni:
  - Europy (2001)
  - turnieju kwalifikacyjnego do igrzysk olimpijskich (2012)
- Wicemistrzyni:
  - olimpijska (2012)
  - Europy (1999, 2013)
- Brązowa medalistka mistrzostw Europy (2011)
- Uczestniczka:
  - igrzysk olimpijskich (2000 – 5. miejsce, 2012)
  - mistrzostw:
    - świata (2002 – 8. miejsce)
    - Europy (1999, 2001, 2003 – 5. miejsce, 2007 – 8. miejsce, 2011, 2013)

  - kwalifikacji do mistrzostw Europy U–18 (1996 – 7. miejsce)
- Liderka Eurobasketu w asystach (2007)